# Sirindhorn International Institute of Technology
Das Sirindhorn international Institute of Technology (SIIT, thailändisch สถาบันเทคโนโลยีนานาชาติสิรินธร, RTGS Sathaban Theknoloyi Nanachat Sirinthon) ist eine halbautonome höhere Bildungseinrichtung für technische Wissenschaften in der thailändischen Provinz Pathum Thani, ca. 40 Kilometer nördlich von Bangkok. Sie ist mit der Thammasat-Universität verbunden und nach Prinzessin Sirindhorn benannt, einer Schwester von König Maha Vajiralongkorn.
Das SIIT bietet Bachelor-, Master- und Promotionsstudiengänge in den Bereichen Chemie- sowie Bauingenieurwesen, Informations-, Computer- und Kommunikationstechnologie, Technisches Management sowie Industrietechnik und Maschinenbau. Alle Studien sind als internationale Programme konzipiert und werden in Englisch abgehalten.
Die Universität ist ein Mitglied von LAOTSE – ein internationales Netz der führenden Universitäten in Europa und Asien. Es hat auch eine Mitarbeit mit Universitäten in Deutschland wie der Hochschule Ravensburg-Weingarten, TU Darmstadt, TU München, Uni Kassel, und Uni Siegen. Des Weiteren werden Kooperationen mit Universitäten in Helsinki, Paris und Japan unterhalten.

## Geschichte
Der Beschluss zur Schaffung des Instituts wurde 1989 während des neunten Treffens des japanisch-thailändischen Handels- und Wirtschaftskomitees (Japan-Thailand Joint Trade and Economic Committee Meeting) in Kōbe (Japan) von den Vertretern der japanischen Vereinigung der Wirtschaftsorganisationen (Keidanren) und der Vereinigung der thailändischen Industrie (Federation of Thai Industries, FTI) getroffen. Seit 1992 besteht ein Kooperationsabkommen mit der Thammasat-Universität. Die Grundsteinlegung auf dem Rangsit-Campus der Thammasat-Universität erfolgte am 16. September 1994. Am 2. Oktober 1997 nahm das SIIT die Lehrtätigkeit auf.

## Akademische Einrichtungen
- School of Civil Engineering and Technology
- School of Information, Computer, and Communication Technology
- School of Bio-Chemical Engineering and Technology
- School of Management Technology
- School of Manufacturing Systems and Mechanical Engineering
- Department of Common and Graduate Studies

## Hochschulpartnerschaft
Deutschland:
- RWTH Aachen
- Technische Universität Hamburg
- Technische Universität München
- Technische Universität Darmstadt
- Hochschule Ravensburg-Weingarten
- Hochschule Koblenz